# Edward Stafford (3e duc de Buckingham)
Edward Stafford, né le 3 février 1478 au château de Brecon – décapité à Tower Hill le 17 mai 1521, 3e duc de Buckingham, est un courtisan des cours d'Henri VII et d'Henri VIII. Soldat et diplomate sous le règne d’Henri VIII, il perdit toute influence politique après son échec dans la pacification du Pays de Galles (1518). Accusé plus tard de comploter contre le roi, il fut arrêté et exécuté.

## Famille
Edward Stafford est le fils aîné de Henry Stafford (2e duc de Buckingham) et de Catherine Woodville. Il était ainsi, par sa mère, neveu du roi Édouard IV.
Par l'union de son père avec Catherine Woodville, Stafford eut un cadet – Henry Stafford (1er comte de Wiltshire) – et deux sœurs – Élisabeth, qui épousa Robert Radcliffe (1er comte de Sussex) ; et Anne, qui épousa en premières noces Walter Herbert († 16 septembre 1507), bâtard de William Herbert, et en secondes noces George Hastings (1er comte de Huntingdon).
Après l'exécution du deuxième duc de Buckingham, sa veuve, Catherine Woodville, épousa Jasper Tudor, fils cadet d'Owen Tudor et de la veuve du roi Henri V, Catherine de Valois. À la mort de Jasper, le 21 décembre 1495, Catherine Woodville épousa Richard Wingfield († 22 juillet 1525), mais elle mourut deux ans plus tard, le 18 mai 1497.
En 1488, le roi Henri VII avait envisagé le mariage du troisième duc de Buckingham avec Anne de Bretagne, mais, en décembre 1489, les exécuteurs testamentaires de Henry Percy (4e comte de Northumberland) payèrent 4 000 £ au roi pour que Buckingham épouse la fille aînée du défunt, Éléonore Percy († 1530). Ils eurent un fils et trois filles :
- Henry Stafford (1er baron Stafford) (18 septembre 1501 – 30 avril 1563), qui épousa Ursula Pole, fille de Richard Pole par sa deuxième femme, Margaret Pole, fille de Georges, duc de Clarence[7] ;

- Elizabeth Stafford (née vers 1497 – 30 novembre 1558), qui devint la seconde épouse de Thomas Howard (3e duc de Norfolk)[8] ;

- Katherine Stafford (née vers 1499 – 14 mai 1555), qui épousa Ralph Neville (4e comte de Westmorland)[9] ;

- Mary Stafford, la benjamine, qui épousa au mois de juin 1519 George Nevill (5e baron Bergavenny)[10].

Buckingham aurait également eu trois bâtards, :
- George Stafford ;
- Henry Stafford ;
- Margaret Stafford (née vers 1511 – 25 mai 1537), que son père maria à son pupille, Thomas Fitzgerald de Leixlip, demi-frère du comte de Kildare[12].

## Biographie
Au mois d'octobre 1483, le père de Stafford avait rallié la révolte contre le roi Richard III. Il fut décapité sans jugement le 2 novembre 1483, déchu de tous ses titres. On dit qu’Edward Stafford se réfugia dans diverses maisons du Herefordshire pendant la révolte et pour le reste du règne de Richard III. Après la mort de Richard III à Bosworth le 22 août 1485, et l'avènement du roi Henri VII, Edward Stafford fut admis dans l’Ordre du Bain le 29 octobre 1485 en tant que duc de Buckingham, et assista au couronnement d'Henry VII le lendemain, quoiqu'il fallût attendre le mois de novembre pour que les titres de son père soient formellement rétablis par le Parlement. Le 3 août 1486, les titres et les terres du jeune duc lui étaient restitués, ainsi que les titres de son frère cadet, Henry Stafford, de la reine-mère, Marguerite Beaufort, et selon Davies il est vraisemblable que Buckingham fut éduqué dans différentes maisons nobles du royaume.
Buckingham était présent à la cour le 9 novembre 1494, à la création en tant que Duc d'York du fils cadet d’Henri VII, le futur roi Henri VIII, et il fut fait chevalier de l’Ordre de la Jarretière en 1495. En septembre 1497, il était nommé capitaine des troupes envoyées pour mater une révolte en Cornouailles.
Selon l'historien britannique C. Davies, Buckingham, encore jeune homme, aurait joué un rôle éminent dans les mariages royaux et les réceptions officielles, « éblouissant les observateurs par la splendeur de ses costumes. » En 1501, lors du mariage d’Arthur Tudor, fils aîné et héritier d'Henri VII, et de Catherine d'Aragon, il portait un manteau dont la valeur était à l'époque estimée à 1 500 £. Il fut le principal compétiteur du tournoi tenu le jour suivant.
À l'avènement du roi Henri VIII, Buckingham fut nommé Lord Grand Connétable, charge qu'il revendiquait comme héréditaire, pour le couronnement, le 23 juin 1509. Il fit également office de Lord High Steward pour la cérémonie du couronnement, et porteur de la couronne. En 1509, il fut admis au Conseil Privé du Roi. Le 9 juillet 1510, il obtenait le droit de fortifier son manoir de Thornbury, dans le Gloucestershire, et selon Davies, il fit de cet édifice « un château aux tours impressionnantes », avec de grands oriels percés dans « les corps de logis de la cour intérieure  ».
En 1510, Buckingham fut impliqué dans un scandale : sur la foi de rumeurs touchant sa sœur, Anne Stafford, il alla la trouver et la surprit dans sa chambre avec le roi. George Hastings, mari de la comtesse, fit enfermer Anne dans un couvent, loin de la cour.
Buckingham ne rentra dans les bonnes grâces d'Henri VIII qu'en 1513 : de juin à octobre 1513, il servit comme officier dans la campagne de France, commandant 500 hommes de la garde. Il assista aux noces de la sœur d'Henri VIII et siégea au Parlement. En 1517, il fut choisi parmi les douze chevaliers censé briser des lances avec le roi et ses compagnons, mais il se récusa, prétextant qu'il ne voulait pas risquer d'affronter le roi en personne. Avec sa femme Éléonore Percy, il assista au Camp du Drap d'Or en 1520.
Chargé en 1514 par le roi, avec d'autres lords des marches, du maintien de l'ordre et des pourparlers de paix dans le sud du Pays de Galles, il fut réprimandé en 1518 pour son échec patent. Selon Davies, Buckingham cessa d'exercer toute influence politique, et ne fut en tout cas jamais du premier cercle des intimes de Henri VIII.

## Trahison et condamnation
Buckingham était l'un des rares pairs du Royaume à posséder du sang Plantagenêt ; il entretenait par ailleurs des relations via sa parenté lointaine avec le reste de la haute aristocratie, ce qui attisa la suspicion du roi Henri VIII. Au cours des années 1520, Buckingham devint suspect de complot et Henri VIII autorisa une enquête. Le roi interrogea les témoins à charge en personne, et bientôt il y eut suffisamment de preuves pour qu'un procès ait lieu. Le duc, convoqué à la cour en avril 1521, fut arrêté et incarcéré à la Tour de Londres. Il comparut devant un tribunal composé de 17 pairs, sous l'accusation de prêter l'oreille à des prophéties annonçant la mort du Roi, et de complot contre la personne du monarque. Il fut décapité sur Tower Hill le 17 mai. Buckingham fut déchu à titre posthume par arrêt du Parlement le 31 juillet 1523, ce qui signifiait que ses enfants étaient privés de l'essentiel de son héritage.
L'historien Guy (1988) estime qu'il s'agit là d'une des rares exécutions d'un grand de la cour d'Henri VIII où l’accusé était « presque certainement coupable. » Toutefois, le ministre Thomas More a regretté que les principales charges n'ait été constituées que de propos rapportés par des domestiques.
Mécène, le duc de Buckingham subventionna l'édition imprimée des traductions de deux contes : Helyas, Knyghte of the Swanne (« Helias ou Le Chevalier au Cygne », 1512), et A Lytell Cronicle, (1520, en prévision d'un pèlerinage à Jérusalem).

## Arbre généalogique
|  |                                                 |  |  |  |  |  |  |  |  |  |  |  |  |  |  |  |
|  | 16. Edmond Stafford (5e comte de Stafford)      |  |  |  |  |  |  |  |  |  |  |  |  |  |  |  |
|  |                                                 |  |  |  |  |  |  |  |  |  |  |  |  |  |  |  |
|  |                                                 |  |  |  |  |  |  |  |  |  |  |  |  |  |  |  |
|  | 8. Humphrey Stafford (1er duc de Buckingham)    |  |  |  |  |  |  |  |  |  |  |  |  |  |  |  |
|  |                                                 |  |  |  |  |  |  |  |  |  |  |  |  |  |  |  |
|  |                                                 |  |  |  |  |  |  |  |  |  |  |  |  |  |  |  |
|  | 17. Anne de Gloucester                          |  |  |  |  |  |  |  |  |  |  |  |  |  |  |  |
|  |                                                 |  |  |  |  |  |  |  |  |  |  |  |  |  |  |  |
|  |                                                 |  |  |  |  |  |  |  |  |  |  |  |  |  |  |  |
|  | 4. Humphrey Stafford (comte de Stafford)        |  |  |  |  |  |  |  |  |  |  |  |  |  |  |  |
|  |                                                 |  |  |  |  |  |  |  |  |  |  |  |  |  |  |  |
|  |                                                 |  |  |  |  |  |  |  |  |  |  |  |  |  |  |  |
|  | 18. Ralph Neville (1er comte de Westmorland)    |  |  |  |  |  |  |  |  |  |  |  |  |  |  |  |
|  |                                                 |  |  |  |  |  |  |  |  |  |  |  |  |  |  |  |
|  |                                                 |  |  |  |  |  |  |  |  |  |  |  |  |  |  |  |
|  | 9. Anne Neville                                 |  |  |  |  |  |  |  |  |  |  |  |  |  |  |  |
|  |                                                 |  |  |  |  |  |  |  |  |  |  |  |  |  |  |  |
|  |                                                 |  |  |  |  |  |  |  |  |  |  |  |  |  |  |  |
|  | 19. Jeanne Beaufort                             |  |  |  |  |  |  |  |  |  |  |  |  |  |  |  |
|  |                                                 |  |  |  |  |  |  |  |  |  |  |  |  |  |  |  |
|  |                                                 |  |  |  |  |  |  |  |  |  |  |  |  |  |  |  |
|  | 2. Henry Stafford (2e duc de Buckingham)        |  |  |  |  |  |  |  |  |  |  |  |  |  |  |  |
|  |                                                 |  |  |  |  |  |  |  |  |  |  |  |  |  |  |  |
|  |                                                 |  |  |  |  |  |  |  |  |  |  |  |  |  |  |  |
|  | 20. Jean Beaufort (1er comte de Somerset)       |  |  |  |  |  |  |  |  |  |  |  |  |  |  |  |
|  |                                                 |  |  |  |  |  |  |  |  |  |  |  |  |  |  |  |
|  |                                                 |  |  |  |  |  |  |  |  |  |  |  |  |  |  |  |
|  | 10. Edmond Beaufort (1er duc de Somerset)       |  |  |  |  |  |  |  |  |  |  |  |  |  |  |  |
|  |                                                 |  |  |  |  |  |  |  |  |  |  |  |  |  |  |  |
|  |                                                 |  |  |  |  |  |  |  |  |  |  |  |  |  |  |  |
|  | 21. Margaret Holland                            |  |  |  |  |  |  |  |  |  |  |  |  |  |  |  |
|  |                                                 |  |  |  |  |  |  |  |  |  |  |  |  |  |  |  |
|  |                                                 |  |  |  |  |  |  |  |  |  |  |  |  |  |  |  |
|  | 5. Marguerite Beaufort                          |  |  |  |  |  |  |  |  |  |  |  |  |  |  |  |
|  |                                                 |  |  |  |  |  |  |  |  |  |  |  |  |  |  |  |
|  |                                                 |  |  |  |  |  |  |  |  |  |  |  |  |  |  |  |
|  | 22. Richard de Beauchamp (13e comte de Warwick) |  |  |  |  |  |  |  |  |  |  |  |  |  |  |  |
|  |                                                 |  |  |  |  |  |  |  |  |  |  |  |  |  |  |  |
|  |                                                 |  |  |  |  |  |  |  |  |  |  |  |  |  |  |  |
|  | 11. Éléonore de Beauchamp                       |  |  |  |  |  |  |  |  |  |  |  |  |  |  |  |
|  |                                                 |  |  |  |  |  |  |  |  |  |  |  |  |  |  |  |
|  |                                                 |  |  |  |  |  |  |  |  |  |  |  |  |  |  |  |
|  | 23. Élisabeth de Berkeley                       |  |  |  |  |  |  |  |  |  |  |  |  |  |  |  |
|  |                                                 |  |  |  |  |  |  |  |  |  |  |  |  |  |  |  |
|  |                                                 |  |  |  |  |  |  |  |  |  |  |  |  |  |  |  |
|  | 1. Edward Stafford, 3e duc de Buckingham        |  |  |  |  |  |  |  |  |  |  |  |  |  |  |  |
|  |                                                 |  |  |  |  |  |  |  |  |  |  |  |  |  |  |  |
|  |                                                 |  |  |  |  |  |  |  |  |  |  |  |  |  |  |  |
|  | 12. Sir Richard Wydeville                       |  |  |  |  |  |  |  |  |  |  |  |  |  |  |  |
|  |                                                 |  |  |  |  |  |  |  |  |  |  |  |  |  |  |  |
|  |                                                 |  |  |  |  |  |  |  |  |  |  |  |  |  |  |  |
|  | 6. Richard Woodville (1er comte Rivers)         |  |  |  |  |  |  |  |  |  |  |  |  |  |  |  |
|  |                                                 |  |  |  |  |  |  |  |  |  |  |  |  |  |  |  |
|  |                                                 |  |  |  |  |  |  |  |  |  |  |  |  |  |  |  |
|  | 26. John Bedlisgate                             |  |  |  |  |  |  |  |  |  |  |  |  |  |  |  |
|  |                                                 |  |  |  |  |  |  |  |  |  |  |  |  |  |  |  |
|  |                                                 |  |  |  |  |  |  |  |  |  |  |  |  |  |  |  |
|  | 13. Joan Bedlisgate                             |  |  |  |  |  |  |  |  |  |  |  |  |  |  |  |
|  |                                                 |  |  |  |  |  |  |  |  |  |  |  |  |  |  |  |
|  |                                                 |  |  |  |  |  |  |  |  |  |  |  |  |  |  |  |
|  | 3. Catherine Woodville                          |  |  |  |  |  |  |  |  |  |  |  |  |  |  |  |
|  |                                                 |  |  |  |  |  |  |  |  |  |  |  |  |  |  |  |
|  |                                                 |  |  |  |  |  |  |  |  |  |  |  |  |  |  |  |
|  | 28. Jean comte de Saint-Pol (1370-1397)         |  |  |  |  |  |  |  |  |  |  |  |  |  |  |  |
|  |                                                 |  |  |  |  |  |  |  |  |  |  |  |  |  |  |  |
|  |                                                 |  |  |  |  |  |  |  |  |  |  |  |  |  |  |  |
|  | 14. Pierre Ier de Luxembourg-Saint-Pol          |  |  |  |  |  |  |  |  |  |  |  |  |  |  |  |
|  |                                                 |  |  |  |  |  |  |  |  |  |  |  |  |  |  |  |
|  |                                                 |  |  |  |  |  |  |  |  |  |  |  |  |  |  |  |
|  | 29. Marguerite d'Enghien                        |  |  |  |  |  |  |  |  |  |  |  |  |  |  |  |
|  |                                                 |  |  |  |  |  |  |  |  |  |  |  |  |  |  |  |
|  |                                                 |  |  |  |  |  |  |  |  |  |  |  |  |  |  |  |
|  | 7. Jacquette de Luxembourg                      |  |  |  |  |  |  |  |  |  |  |  |  |  |  |  |
|  |                                                 |  |  |  |  |  |  |  |  |  |  |  |  |  |  |  |
|  |                                                 |  |  |  |  |  |  |  |  |  |  |  |  |  |  |  |
|  | 30. Francesco del Balzo                         |  |  |  |  |  |  |  |  |  |  |  |  |  |  |  |
|  |                                                 |  |  |  |  |  |  |  |  |  |  |  |  |  |  |  |
|  |                                                 |  |  |  |  |  |  |  |  |  |  |  |  |  |  |  |
|  | 15. Marguerite des Baux                         |  |  |  |  |  |  |  |  |  |  |  |  |  |  |  |
|  |                                                 |  |  |  |  |  |  |  |  |  |  |  |  |  |  |  |
|  |                                                 |  |  |  |  |  |  |  |  |  |  |  |  |  |  |  |
|  | 31. Sueva Orsini                                |  |  |  |  |  |  |  |  |  |  |  |  |  |  |  |
|  |                                                 |  |  |  |  |  |  |  |  |  |  |  |  |  |  |  |
|  |                                                 |  |  |  |  |  |  |  |  |  |  |  |  |  |  |  |